# C20H27NO4
化学式C20H27NO4（摩尔质量：345.44 g/mol）可以指以下化合物：
- 贝凡洛尔，混合CAS号：59170-23-9 
  - (R)-贝凡洛尔，CAS号：135531-40-7 
  - (S)-贝凡洛尔，CAS号：135531-41-8
- PS-6，CAS号：66522-80-3
- NBOMe-escaline，CAS号：1027079-85-1

|  | 这个同类索引页列出了具有相同分子式的化学物（即同分異構體）条目。 除非您是有意链接至本页，否则应将相应条目的内部链接指向正确的条目。 |